# Johannes Aagaard
Johannes Monrad Aagaard (* 29. April 1928; † 23. März 2007) war ein dänischer evangelisch-lutherischer Theologe und Professor für Missionswissenschaften an der Universität Aarhus. Er gilt als Urheber der modernen Missionswissenschaften und war in der christlichen Gegenkultbewegung als Gründer des internationalen Dialog Zentrums aktiv. Durch seine Tätigkeiten wurde er als Vater der modernen Gegenkultbewegung angesehen.

## Entwicklung seiner Position
Aagaard war nach Asien gereist und besorgt über den Buddhismus und andere östliche Religionen, von denen er glaubte, dass sie in Europa an Einfluss gewinnen würden.
1973 gründete Aagaard das Dialogzentrum, das später einen großen Einfluss auf die Förderung einer negativen öffentlichen Meinung über Kulte in Dänemark und anderen europäischen Ländern hatte. Er betrachtete Scientology als besonders gefährlich, erklärte jedoch später in seinem Leben, dass der Islam eine noch größere Bedrohung darstelle. Durch seine Äußerungen war er bis zu seinem Tode ein umstrittener Theologe, der aber stets dialogbereit blieb.
Weitere Forschungsschwerpunkte waren Satanismus und New-Age-Gruppen. Aagaard arbeitete sowohl mit religiösen als auch mit säkularen Antikultisten zusammen, lehnte jedoch die Deprogrammierung von Kultmitgliedern ab, da er der Ansicht war, dass dies ineffektiv und oft kontraproduktiv sei.
Mit 75 Jahren zog er sich 2002 aus dem Dialogzentrum zurück.

## Veröffentlichungen (Auswahl)
- Johannes Aagaard: Mission, Konfession, Kirche: Die Problematik ihrer Integration im 19. Jahrhundert in Deutschland. Gleerup, 1967.
- Johannes Aagaard, Carl F. Hallencreutz: Missions from the north: Nordic Missionary Council, 50 years. Universitetsforlaget, 1974.
- Johannes Aagaard, Helle Meldgaard: New religious movements in Europe. Aarhus University Press, 1997.
- Johannes Aagaard, Moti Lal Pandit, Helle Meldgaard, Mike Garde: Identity in conflict: classical Christian faith and religio occulta. Munshiram Manoharlal Publishers, 1998.
- Johannes Aagaard, Moti Lal Pandit: The hidden way: a study in modern religious esoterism. Munshiram Manoharlal Publishers, 2002.